# Trinomys
Trinomys é um gênero de roedor da família Echimyidae.

## Espécies
- Trinomys albispinus (Geoffroy, 1838)
- Trinomys dimidiatus (Günther, 1877)
- Trinomys eliasi (Pessôa & Dos Reis, 1993)
- Trinomys gratiosus (Moojen, 1948)
- Trinomys iheringi Thomas, 1911
- Trinomys mirapitanga Lara, Patton & Hingst-Zaher, 2002
- Trinomys moojeni (Pessôa, Oliveira & Dos Reis, 1992)
- Trinomys myosuros (Lichtenstein, 1820)
- Trinomys paratus (Moojen, 1948)
- Trinomys setosus (Desmarest, 1817)
- Trinomys yonenagae (Rocha, 1995)